# Dom van Frankfurt
De Dom van Frankfurt (Kaiserdom St. Bartholomäus) is een gotische kerk in het centrum van de Duitse stad Frankfurt am Main, gewijd aan de heilige Bartolomeüs. De Dom van Frankfurt was nooit de zetel van een bisschop, maar heeft de titel 'dom' te danken aan de rol in de Duitse geschiedenis.

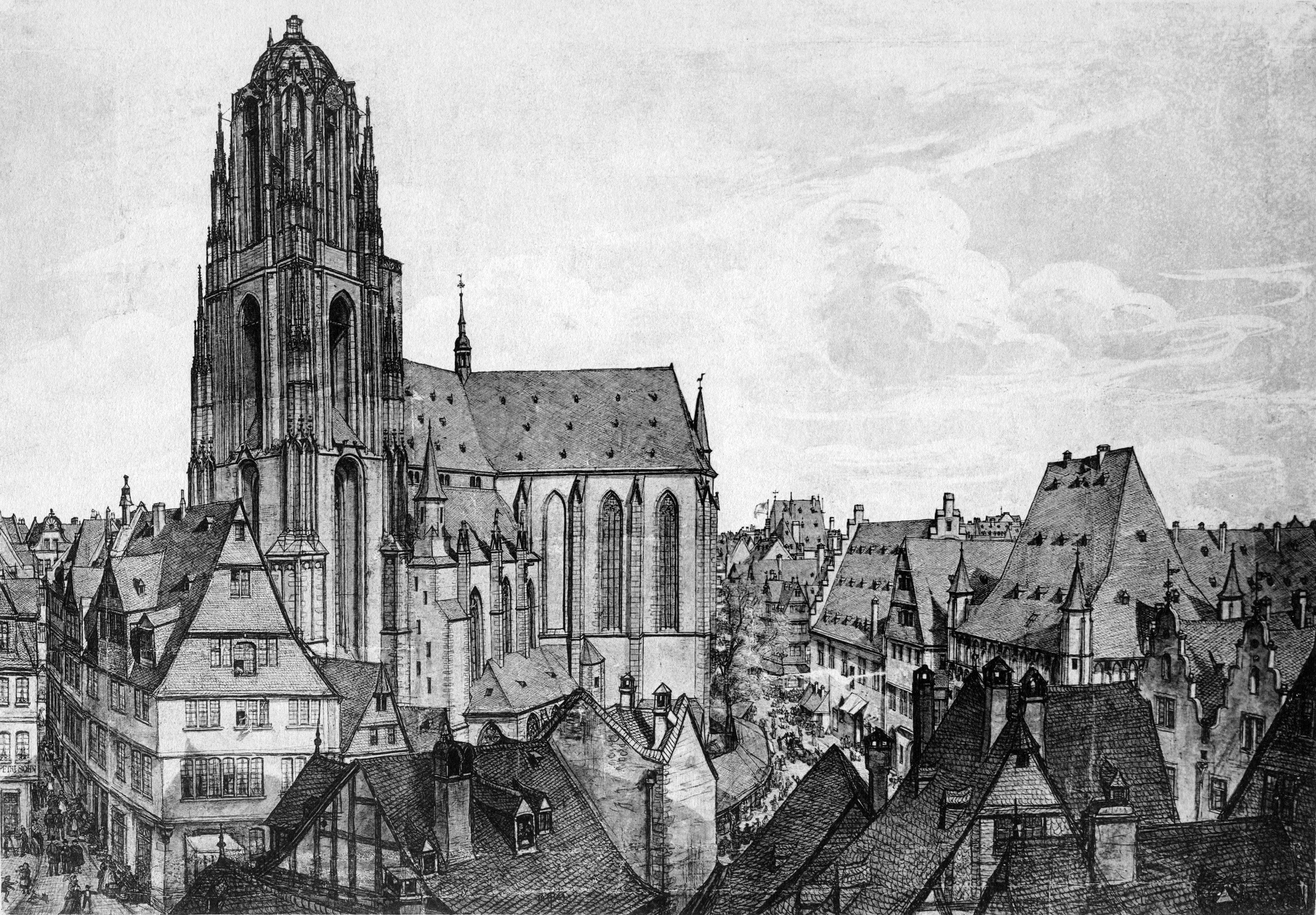
De Dom voor de brand van 1867

De kapittelkerk werd gebouwd in de 14e- en 15e eeuw op de plaats van een eerdere kerk uit de Merovingische tijd. Vanaf 1356 was het de locatie van de verkiezingen van de keizers van het Heilige Roomse Rijk door de Duitse keurvorsten en vanaf 1562 tot en met 1792 werden de keizers van het rijk hier gekroond.
In 1867 werd de kerk verwoest door een brand. Tijdens de zware bombardementen op Frankfurt gedurende de Tweede Wereldoorlog werd de kerk eveneens zwaar getroffen.
De Dom van Frankfurt is in de huidige vorm een driebeukige hallenkerk met een zeer kort schip en een lang transept. De kerktoren, de Westturm, heeft een hoogte van 95 meter.